# 387
387 је била проста година.

## Догађаји
- Пролеће – Цар Теодосије I повећава порезе у Антиохији. Сељачки устанак доводи до нереда, а јавне зграде су паљене. Теодосије шаље царске трупе да угуше немире и затвара јавна купатила и позоришта.
- Магнус Максимус, узурпатор цара Западног римског царства, напада Италију. Цар Валентинијан II (16 година), је протеран из Рима. Бежи са мајком Јустином и сестрама у Солун.
- Зима – Цар Теодосије I узима Валентинијана II под своју заштиту и жени се његовом сестром Флавијом Галом.
- Мир у Акилисени: Краљ Шапур III потписује споразум са Теодосијем I. Јерменија је подељена на два краљевства и постаје вазална држава Римског царства и Персије.
- Орибас, грчки лекар, објављује трактат о парализи и крварењу.
- Свети Августин је крштен у време ускршњег бдења од стране Светог Амброзија, епископа Милана.

## Смрти
- Википедија:Непознат датум — Свети Донат - хришћански светитељ

- Елија Флацила, римска царица и супруга Теодосија I
- Алатеј, поглавица Острогота
- Света Моника, мајка Августина из Хипона